# Planetarium Football Star
Planetarium Football Star, (Footstar), är ett webbaserat fotbollsmanagerspel som funnits sedan oktober 2006. Spelet har ca 30 000 användare från 84 länder över hela världen, och finns översatt till en mängd olika språk. 
Man startar som en 17-årig fotbollsspelare utan några egenskaper, och målet är att man ska träna upp sig, spela matcher och få en så lyckad karriär som möjligt. 
Förutom att träna kan spelarna med hjälp av olika slags interaktioner påverka varandras moral och självförtroende, vilka i sin tur påverkar hur man presterar i matcher. Det är därför viktigt att ett lag har aktiva spelare som kan hjälpa varandra, för att man ska prestera på topp. Det finns också en möjlighet för spelarna att köpa olika saker som till exempel fotbollsskor, som påverkar hur man presterar.
Det finns två typer av lag- datorstyrda ("botlag") och människostyrda. Botlagen är till för att fylla ut serier där det inte finns tillräckligt många människostyrda lag. Lagen spelar i serier, cuper och landslag. 
En säsong (eller ett år) på Footstar är 112 dagar långt, alltså 16 veckor. Det innebär att det går ungefär tre Footstar-år på ett kalenderår.
Det finns flera olika program och webbplatser som erbjuder statistik och annat kring Footstar.